# Улица Оптиков (Санкт-Петербург)
Улица О́птиков — улица в Приморском районе Санкт-Петербурга. Проходит от Торфяной дороги до Шуваловского проспекта.

## История
Название улицы появилось 4 апреля 1988 года.
При первоначальном проектировании района планировалось построить в районе платформы 11 километр (ныне Старая Деревня) новые производственные корпуса оптико-механического предприятия ЛОМО. Сейчас предприятие расположено на ул. Оптиков, 4.
В 2008 году началась застройка в 58 квартале: в апреле были проданы под застройку земельные участки 3, 4, 5 и 6 общей площадью 59 540 м².
В 2009 году стали застраиваться кварталы 59 и 55.
С конца 2017 — начала 2018 года в бизнес-центре «Лахта-2» в корпусе 3 дома 4 действует «фабрика троллей».

### Этапы строительства
2008 год: дома 34, 36, 45 к. 2, 47 к. 3 ,49 к. 1, 52 к. 1, 52 к. 2, 52 к. 3.
2009 год: дома 46, 49 к. 2, 49 к. 3, 50 к. 2, 51.
2010 год: дома 47 к. 5
2011 год: дома 47, 54.
2012 год: дома 45, 43.
2013 год: дома 38 к. 1.

## Примечательные здания и сооружения
- Дом 35, корпус 1, лит А — Главное управление Минюста России по Санкт-Петербургу и Ленинградской области.

## Пересечения
- Торфяная дорога
- Гаккелевская улица
- Стародеревенская улица
- Мебельный проезд
- Планерная улица
- Западный скоростной диаметр
- Полиграфмашевский проезд
- Яхтенная улица
- Туристская улица
- переулок Никифорова
- Шуваловский проспект

## Транспорт
По различным участкам улицы проходят автобусные маршруты № 101, 126, 134, 154А, 166, 172, 180, 184, 279, 294.
По всей длине улицы проходит маршрут троллейбуса № 23.
С 1999 года на участке от Стародеревенской улицы до Гаккелевской улицы существует трамвайная линия, используемая маршрутом № 18.
Ближайшая к Стародеревенской улице станция метро — «Старая Деревня» 5-й (Фрунзенско-Приморской) линии.